# اندیس ده نو اسدالله خان ۲
ده نو اسد الله خان۲ یک اندیس فلزی است که در حوالی شهر ملایر استان همدان قرار دارد و مادهٔ معدنی موجود در آن، سیلیکات آلومینا است.  